# Čečelnyk
Čečelnyk (ukrajinsky Чечельник, rusky Чечельни́к – Čečelnik, polsky Czeczelnik) je sídlo městského typu ve Vinnycké oblasti na Ukrajině. K roku 2004 v něm žilo přes pět tisíc obyvatel.

## Poloha
Čečelnyk leží v oblasti Podolí na levém, severním břehu Savranu, pravého přítoku Jižního Bugu.

## Dějiny
Obec byla založena počátkem šestnáctého století jako útočiště před Tatary. V roce 1635 získala status města. V rámci Polsko-litevské unie patřilo do Braclavského vojvodství a bylo soukromým městem v držení Lubomirských. Po třetím dělení Polska se stalo součástí Podolské gubernie v Ruské šíři. Od roku 1795 byla nazývána Olgopol a toto jméno si podržela do roku 1812, než byla přejmenována zpět na Čečelnyk.  V roce 1901 byla do města přivedena trať ze sítě Hajvoronské úzkorozchodné železnice, která byla v provozu až do roku 2003. V roce 1961 se stal Čečelnyk sídlem městského typu.

### Rodáci
- David Milman (1912–1982), ukrajinsko-izraelský matematik
- Clarice Lispectorová (1920–1977), brazilská spisovatelka a novinářka